# F-16 w Siłach Powietrznych

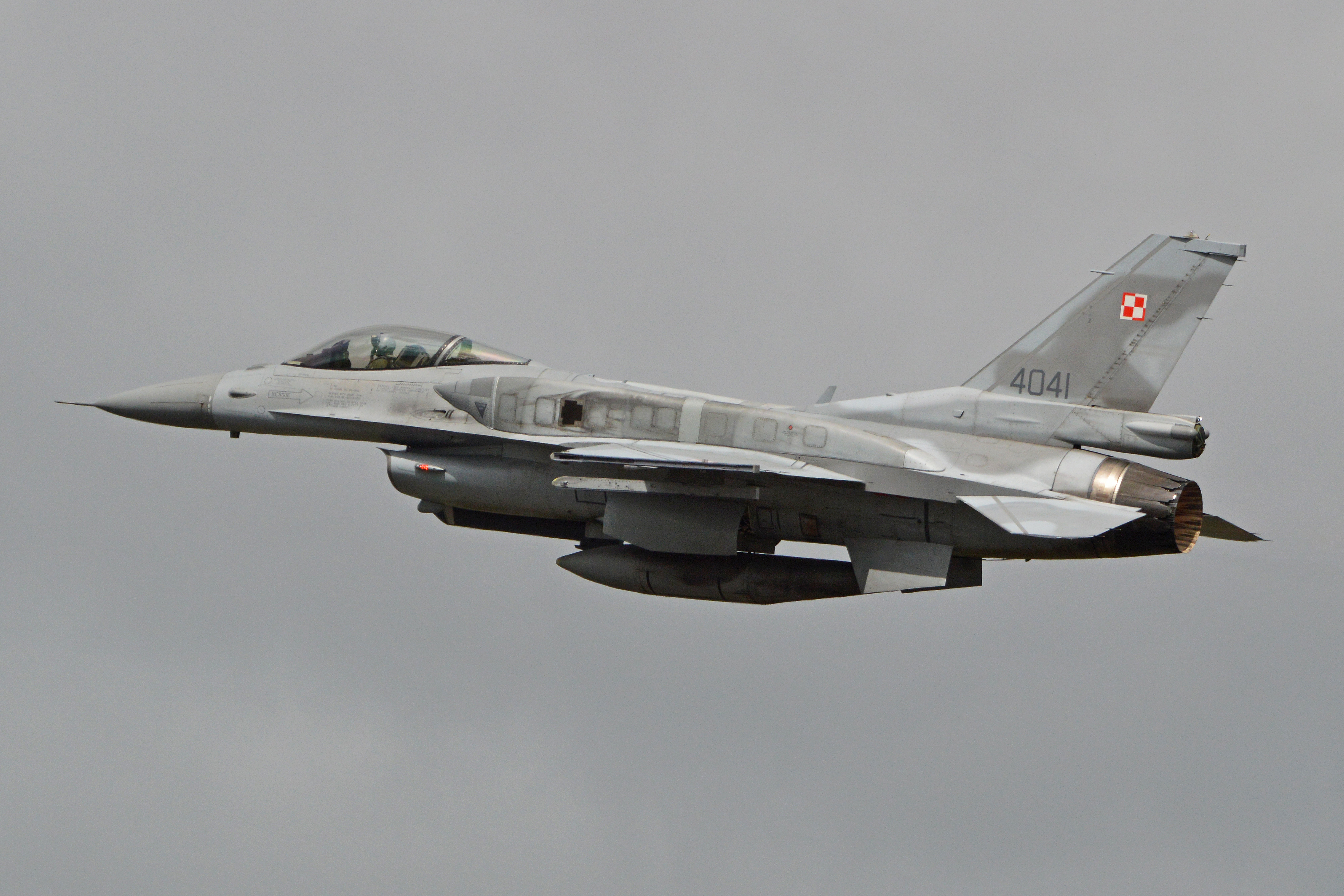
Polski F-16C (6 ELT) startujący z bazy Luftwaffe w Schleswig.

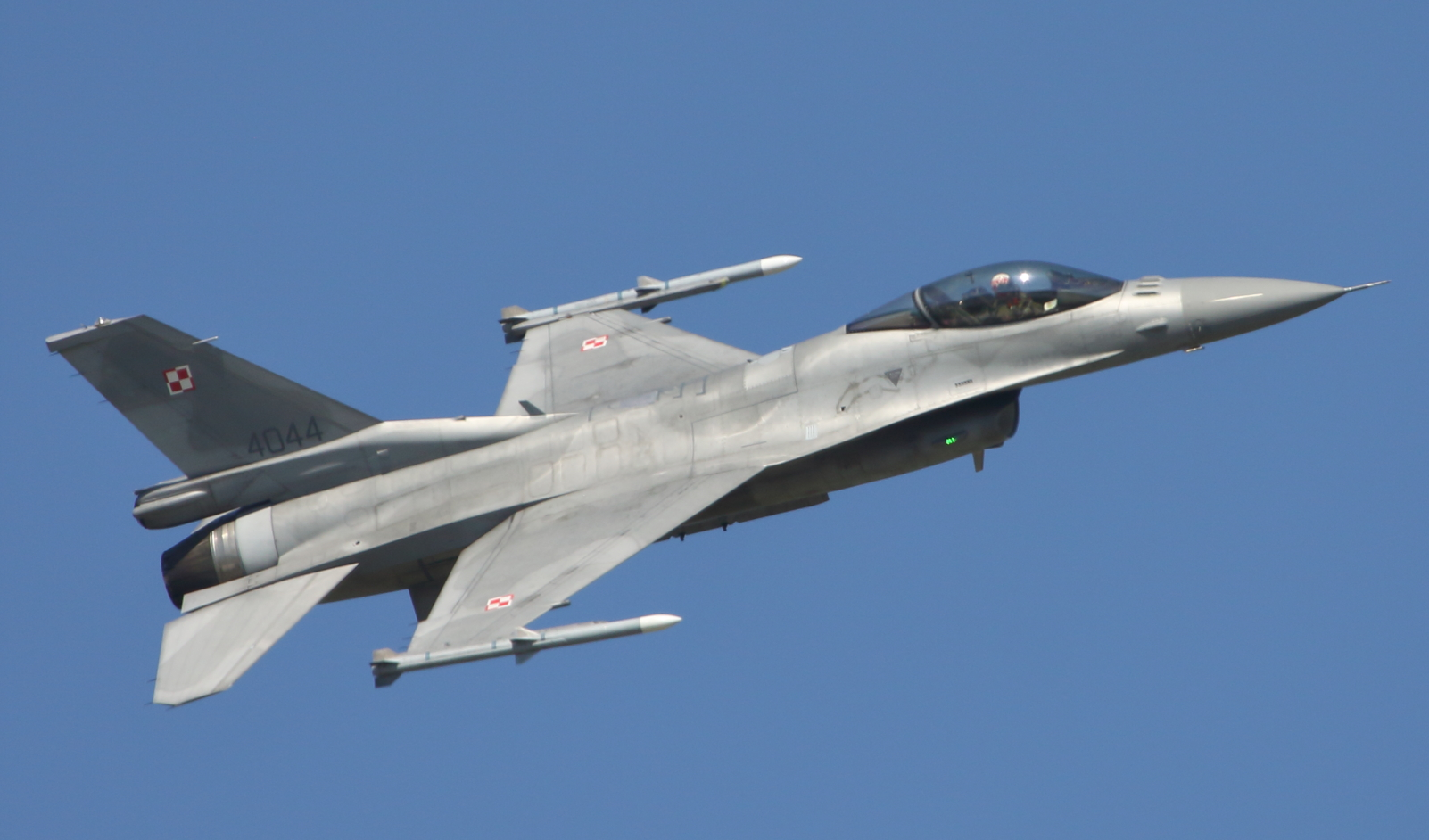
Polski F-16C w przelocie nad 31. Bazą w Krzesinach

Historia użytkowania samolotu wielozadaniowego General Dynamics F-16 Fighting Falcon w Siłach Powietrznych.

## F-16 w Siłach Powietrznych

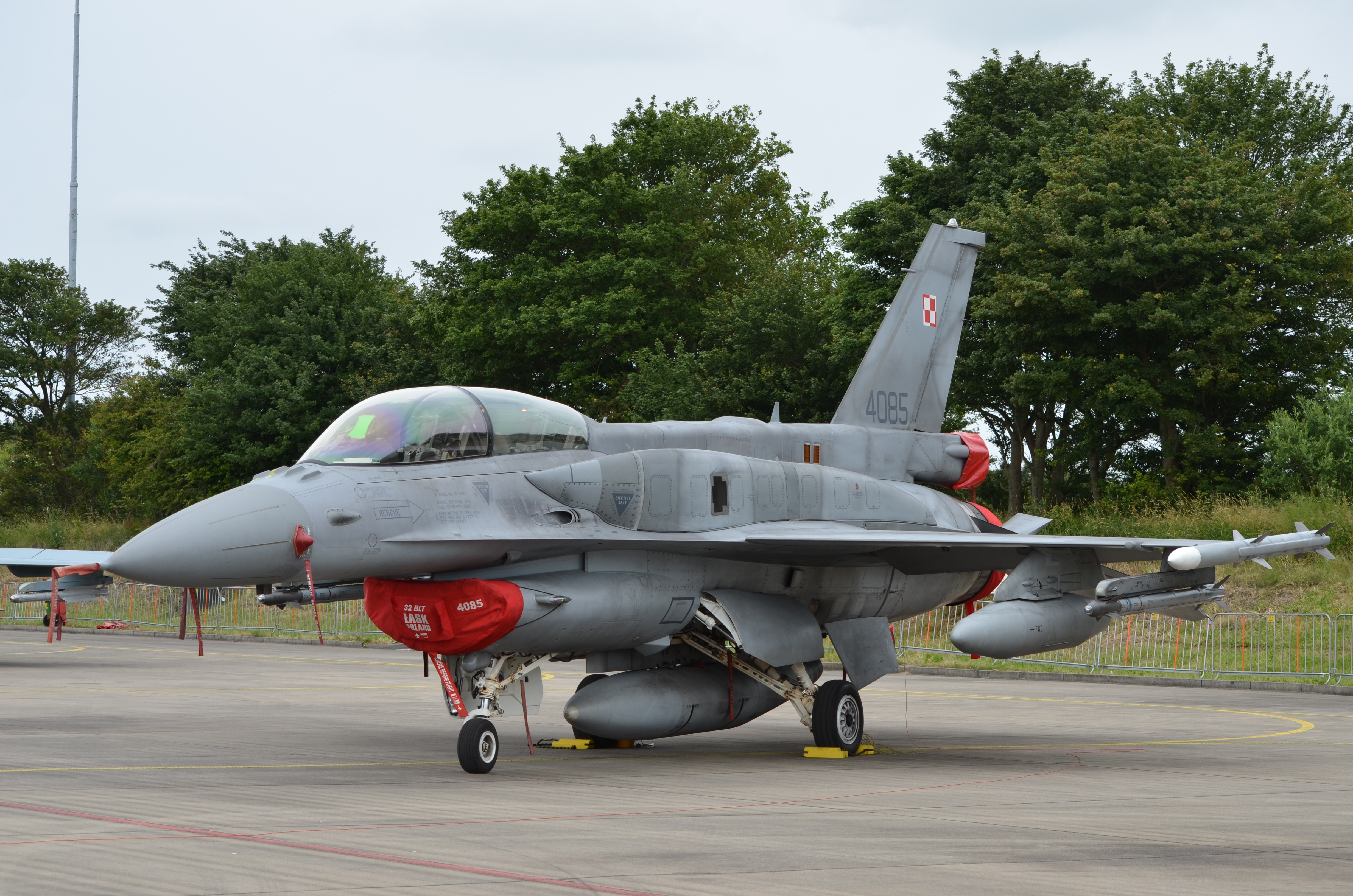
F-16D na wystawie statycznej podczas pokazów w Leeuwarden

Wielozadaniowe samoloty F-16 stanowią trzon lotnictwa bojowego Sił Powietrznych i są przeznaczone do wykonywania zadań w ramach walki o powietrzną przewagę, do wsparcia innych rodzajów sił zbrojnych oraz do prowadzenia rozpoznania. Eskadry lotnictwa taktycznego wyposażone są w samoloty F-16 Jastrząb i kiedy tylko osiągną gotowość bojową, będą w pełni kompatybilne z sojuszniczymi jednostkami lotniczymi. Ułatwia to współdziałanie, a także pozwala na łatwiejsze przyjęcie – w razie konieczności – sojuszniczych sił wzmocnienia.
Wszystkie eskadry lotnictwa taktycznego, po sprawdzeniu prowadzonym według procedur NATO, przez Dowództwo Operacyjne Sił Zbrojnych, otrzymały certyfikat do działania w ramach sojuszniczego systemu obrony powietrznej NATINADS. We wrześniu 2011 r., wydzielony komponent z 31. Bazy Lotnictwa Taktycznego złożony z czterech samolotów F-16 Jastrząb, ośmiu pilotów i niezbędnych elementów zabezpieczenia, przeszedł sprawdzian taktyczny TACEVAL, prowadzony przez dwudziestu inspektorów z różnych państw NATO i uzyskał certyfikat do działań ekspedycyjnych sojuszu w ramach bojowych operacji sił połączonych.
Wdrożono też do eksploatacji i odpowiednio wyszkolono personel latający techniczny w użyciu dodatkowego wyposażenia, takiego jak optoelektroniczny zasobnik obserwacyjno-celowczniczy Sniper-XR, zasobnik rozpoznania obrazowego GD-110, system wymiany informacji taktycznej IDM, celownik nahełmowy J-HMCS oraz gogle nocnego widzenia. Stopniowo jest też gromadzone uzbrojenie, którego dostawy, na prośbę Polski, opóźniono na czas budowy odpowiednich składów.

## Przemiany polityczne w Polsce i zmiana doktryny
Do końca lat osiemdziesiątych ubiegłego wieku Polska była częścią Bloku Wschodniego i członkiem Układu Warszawskiego. W sprawach obronnych uzależnienie kraju od wschodniego sąsiada, Związku Radzieckiego, było ogromne. Lotnictwo podzielono na komponent defensywny (lotnictwo Wojsk Obrony Powietrznej Kraju, z dowództwem w Warszawie) i ofensywny (Wojska Lotnicze z dowództwem z Poznaniu, lotnictwo Marynarki Wojennej, z dowództwem w Gdyni), dysponowało sprzętem produkcji radzieckiej, personel szkolono i działał on w myśl założeń Układu Warszawskiego, a językiem współdziałania był rosyjski. Sposób operowania był całkowicie odmienny od zachodniego, począwszy od zasad wykonywania lotów, poprzez koncepcję wsparcia technicznego i logistycznego, a skończywszy na używanych jednostkach miary. W myśl tej koncepcji działał personel dowódczy, sztaby, piloci, technicy, zaopatrzenie, kwatermistrzostwo, obsługa lotnisk, łączność, meteorologiczne i nawigacyjne zabezpieczenie lotów.
Przemiany, jakie zaszły w Polsce na przełomie lat osiemdziesiątych i dziewięćdziesiątych, a następnie rozpad Związku Radzieckiego i rozwiązanie Układu Warszawskiego wytworzyło całkowicie nową sytuację. Zmieniało się otaczające nas środowisko międzynarodowe. Do 1989 r. sąsiadami Polski były wyłącznie kraje z Bloku Wschodniego, Związek Radziecki, Czechosłowacja i Niemiecka Republika Demokratyczna. Do 1994 r. nie przetrwało żadne z nich. Polska sąsiadowała teraz z Federacją Rosyjską (obwód królewiecki), Litwą, Białorusią, Ukrainą, Słowacją, Republiką Czeską i ze zjednoczoną Republiką Federalną Niemiec. Do 2001 r. cztery z owych państw stało się NATO-wskimi sojusznikami Polski (Litwa, Słowacja, Czechy, Niemcy), Ukraina zachowała przyjazną neutralność, pozostawiając w zawieszeniu pomiędzy wschodem a zachodem, dwa pozostałe zaś Rosja i Białoruś, pozostają w stosunkach zaledwie poprawnych. To właśnie Rosja bądź też sojusz Federacji Rosyjskiej i Białorusi stanowi potencjalnie największe zagrożenie militarne dla Polski. Niestabilna sytuacja na Ukrainie również nie zapewnia bezpieczeństwa. Polska od państwa leżącego w otoczeniu krajów Bloku Wschodniego stała się państwem frontowym, na granicy NATO.
W tym czasie, poza redukcjami ukierunkowanymi na znaczne zmniejszenie stanów osobowych Sił Zbrojnych RP, z których wycofano też nadwyżki najstarszego sprzętu oraz pewnymi reorganizacjami, nie przeprowadzono większych zmian. Dla lotnictwa najważniejsze było połączenie Wojsk Obrony Powietrznej Kraju z Wojskami Lotniczymi w jednolite Wojska Lotnicze i Obrony Powietrznej, z dowództwem w Warszawie. Stopniowa redukcja doprowadziła do likwidacji korpusu lotniczego, przekształcenie dowództw dwóch dywizji lotniczych w dowództwa brygad lotniczych, a w końcu do całkowitej reorganizacji zabezpieczenia technicznego i logistycznego jednostek lotniczych, poprzez rozwiązanie pułków i powołanie w ich miejsce baz lotniczych oraz niezależnych eskadr lotniczych. Nadal jednak, przez kolejne kilkanaście lat od przemian ustrojowych, podstawą wyposażenie Wojsk Lotniczych i Obrony Powietrznej (przekształconych w Siły Powietrzne) był sprzęt lotniczy produkcji radzieckiej.
Przystąpienie Polski do NATO 12 marca 1999 roku sprawiło, że Siły Zbrojne RP mogły zostać po raz kolejny zredukowane, a jednocześnie wyspecjalizowane według określonych potrzeb i możliwości obronnych, w ramach sojuszniczego systemu. Bezpieczeństwo oparte zostało na zdolności do powstrzymania agresora w pierwszej fazie konfliktu, by dalsze działania obronne prowadzić już wspólnie z sojuszniczymi siłami wzmocnienia. W takiej sytuacji kluczową sprawą stało się utrzymanie powietrznej przewagi nad obszarem Polski, w przeciwnym razie państwa sojusznicze nie skierują swoich sił zbrojnych na obszar gdzie panuje lotnictwo wroga i gdzie będzie narażone na poniesienie znacznych strat. Rozbudowa i utrzymanie efektywnego systemu obrony powietrznej państwa nabrało zupełnie nowego, decydującego znaczenia, dla zapewniania bezpieczeństwa militarnego Polski.
Głównym zadaniem Sił Powietrznych jest zapewnienie obrony przestrzeni powietrznej Rzeczypospolitej Polskiej. Stanowią one fundament systemu obrony państwa. System Obrony Powietrznej Polski jest funkcjonalnie związany ze Zintegrowanym Systemem Obrony Powietrznej NATO. Utrzymują stałą gotowość do przeciwdziałania naruszeniom przestrzeni powietrznej, odparcia agresji przeciwnika powietrznego i osłabienia jego potencjału. W okresie kryzysu i wojny Siły Powietrzne, obok zadań osłonowych, zapewniają wsparcie Wojskom Lądowym i Marynarce Wojennej. Wsparcie Wojsk Lądowych stwarza im korzystne warunki do wykonywania zadań w działaniach lądowych i potęguje ich możliwości bojowe. Dzięki efektywnemu wsparciu z powietrza radykalnie wzrastają możliwości ogniowe Wojsk Lądowych, a dzięki ich osłonie z powietrza oraz dzięki taktycznemu transportowi lotniczemu, rosną ich możliwości manewrowe.
W ramach reorganizacji Systemu Obrony Powietrznej Polski stworzono efektywny system radiolokacyjnej kontroli przestrzeni powietrznej, w tym zbudowano cześć radiolokacyjnych posterunków z radarami dalekiego zasięgu (projekt częściowo finansowany przez NATO) oraz podpisano umowę o przystąpieniu Polski do programu NAEW (NATO Airborne Early Warning System), co pozwala na wykorzystanie samolotów wczesnego ostrzegania i dowodzenia E-3 AWACS w razie zagrożenie wojennego. Jednak największym programem modernizacyjnym Sił Powietrznych było wdrożenie do eksploatacji wielozadaniowego samolotu myśliwskiego F-16 Jastrząb, który stanowi wyposażenie trzech z siedmiu eskadr lotnictwa taktycznego Sił Powietrznych, obok dwóch eskadr samolotów myśliwsko-bombowych Su-22 oraz dwóch eskadr myśliwskich MiG-29.

## Modernizacja sił powietrznych
Po raz pierwszy problem modernizacji floty samolotów bojowych został podjęty na początku lat dziewięćdziesiątych, kiedy to na zlecenie Ministra Obrony Narodowej prace podjęła komisja kierowana przez generała dywizji Mariana Robełka. Komisja orzekła, że potencjał Wojsk Lotniczych i Obrony Powietrznej ulegał degradacji wraz z wycofywaniem z uzbrojenia przestarzałych typów samolotów bojowych. W tym czasie w okresie 23-25 sierpnia 1991 roku odbyły się w Polsce pierwsze pokazy lotnicze z udziałem samolotów z państw NATO - Airshow Poznań na lotnisku Poznań Ławica, w czasie których zaprezentowano pierwszy raz publicznie w Polsce samoloty F-16C z bazy Spangdahlem.
W 1994 r. Polska przystąpiła do programu „Partnerstwo dla Pokoju”, co oznaczało wyraźne dążenie naszego kraju do przystąpienia do NATO. W tym momencie zakup samolotu bojowego musiał odpowiadać standardom sojuszu. We wrześniu 1997 r. przygotowano „Plan modernizacji Sił Zbrojnych na lata 1998-2012 (tzw. plan 15-letni „Armia 2012”), w którym potwierdzono pilną konieczność zakupu wielozadaniowego samolotu myśliwskiego. Zakładano rozpisanie konkursu na taki samolot jeszcze w 1997 r., co miała zagwarantować jego wprowadzenie do służby w 2001 r. W październiku 1997 r. minister Obrony Narodowej Stanisław Dobrzański zwrócił się z zapytaniem do wybranych rządów, czy są zainteresowanie przetargiem na dostawę dla Wojsk Lotniczych i Obrony Powietrznej wielozadaniowego samolotu myśliwskiego oraz lotniczych środków bojowych dla niego. Na podstawie programu „Armia 2012” miano dokonać zakupu 160 wielozadaniowych samolotów myśliwskich, w dwóch etapach obejmujących dostawę podobnej liczby samolotów (pierwszy – do 2007 r., drugi – do 2012 r.). W ustalonym czasie odpowiedziały praktycznie wszystkie liczące się firmy lotnicze, produkujące poszukiwany sprzęt. Wkrótce też stało się jasne, że do rywalizacji staną amerykańskie samoloty Lockheed Martin F-16, Fighting Falcon i Boeing F/A-18 Hornet, a także francuski Dassault Mirage 2000-5 i szwedzko-brytyjski SAAB/BAE Systems Gripen. Niestety, Stanisław Dobrzański ustępował z urzędu, a nowy minister Obrony Narodowej Janusz Onyszkiewicz wstrzymał realizację planu „Armia 2012” i zdecydował o opracowaniu nowego planu 15-letniego na lata 2001-2015, znanego jako „Armia 2015”. procedura przetargowa miała być uruchomiona w 2001 r.
Równolegle wojskowi specjaliści pracowali nad opracowanie założeń taktyczno-technicznych na taki samolot. Przeanalizowano możliwe scenariusze konfliktów, w jakie mogłaby być zaangażowana Polska. Oczywistym priorytetem była obrona macierzystego terytorium przed obcą agresją, w układzie głównie sojuszniczym, ale także narodowym. Uznano, że wielozadaniowy samolot myśliwski będzie ważnym elementem konwencjonalnego odstraszania. Poza obroną macierzystego terytorium brano też pod uwagę działania w operacjach poza granicami kraju, w ramach naszych zobowiązań wobec NATO.
Założono, że wielozadaniowe samoloty myśliwskie powinny brać udział w walce o przewagę w powietrzu, prowadzić izolację lotniczą, realizować pobliskie wsparcie wojsk lądowych, lotnicze wsparcie sił morskich i rozpoznanie powietrzne. Były to głównie zadania związane z rozpoznaniem i zwalczaniem zasobów powietrznych, lądowych i morskich przeciwnika. Wielozadaniowy samolot miał być zdolny do wykonywania misji: „powietrze-powietrze”, w ramach systemu obrony powietrznej obszarów lądowych, osłony zgrupowań okrętów oraz osłony innych rodzajów lotnictwa podczas wykonywania zadań nad obszarem przeciwnika: „powietrze-ziemia”, w ramach lotniczej izolacji rejonu działań bojowych oraz bliskiego lotniczego wsparcia wojsk lądowych, rozpoznania powietrznego określonych obiektów naziemnych i morskich, wybranego obszaru lądowego czy akwenu morskiego, na potrzeby wojsk lądowych, marynarki wojennego i sił powietrznych.
W tym celu systemu pokładowe wielozadaniowego samolotu myśliwskiego powinny zapewnić: wykrywanie, śledzenie i zwalczanie celów powietrznych (samolotów, śmigłowców, bezzałogowych aparatów latających i pocisków skrzydlatych) we wszystkich warunkach atmosferycznych w dzień i w nocy oraz w każdej sytuacji taktycznej; wykrywanie, śledzenie i wykonywanie precyzyjnych uderzeń (z użyciem kierowanych i niekierowanych środków rażenia) na obiekty naziemne i morskie; prowadzenie rozpoznania powietrznego z wykorzystaniem urządzeń optycznych, optoelektronicznych oraz radioelektronicznych, z możliwością informacji rozpoznawczej w czasie rzeczywistym do zainteresowanych stanowisk dowodzenia. 22 czerwca 2001 r. Sejm RP uchwalił ustawę „Wyposażenie Sił Zbrojnych RP w samoloty wielozadaniowe”, w której przewidywano zakup 60 wielozadaniowych samolotów myśliwskich, zakupionych ze specjalnego budżetu w ramach programu rządowego. Typ samolotu miał być wyłoniony w drodze procedury przetargowej.
W końcu 2001 r. rząd Niemiec zaoferował nam nieodpłatne przekazanie 23 samolotów myśliwskich MiG-29, właśnie wycofanych z eksploatacji. Możliwość przejęcia nowoczesnego sprzętu, w liczbie wystarczającej na przezbrojenie jednej eskadry lotnictwa taktycznego, wpłynęła na decyzję rządu o ograniczeniu przetargu do 48 wielozadaniowych samolotów myśliwskich, z zamiarem wyposażenia w nie trzech, a nie jak pierwotnie planowano czterech eskadr lotnictwa taktycznego. Odpowiedniej nowelizacji ustawy „Wyposażenie Sił Zbrojnych RP w samoloty wielozadaniowe” dokonano w marcu 2002 r. Równocześnie ruszył przetarg na 48 wielozadaniowych samolotów myśliwskich, w którym rozpatrywano trzy oferty: Lockheed Martin F-16 Block 52+, Dassault Mirage 2000-5 oraz SAAB/BAE System Gripen. Wszystkie trzy samoloty w zasadzie spełniały założenia taktyczno-techniczne Sił Powietrznych, jednak komisja przetargowa najwyżej oceniała samolot produkcji amerykańskiej, dysponujący większymi możliwościami przestrzennymi, szerokim asortymentem lotniczych środków bojowych oraz największymi możliwościami w zakresie wykrywania i śledzenia wielu celów powietrznych i naziemnych. Oficjalnie ogłoszenie decyzji w tej sprawie miało miejsce 27 grudnia 2002 r.

## Podpisanie umowy i wygląd samolotów
18 kwietnia 2003 r. rządy Polski i Stanów Zjednoczonych podpisały kontrakt na dostawę 36 jednomiejscowych samolotów bojowych F-16C i 12 dwumiejscowych samolotów szkolno-bojowych F-16D w latach 2006-2008. Samoloty te zostały wyprodukowane przez zakład Lockheed Martin Aeronautics Company w Fort Worth w Teksasie. Pierwszy polski F-16C (z numerem bocznym 4040) został oblatany w Fort Worth 14 marca 2006 r. przez Paula Hattendorfa, pilota fabrycznego Lockheed Martin. Pierwszy F-16D (z numerem 4076) został oblatany w końcu maja. Polskie F-16C noszą numery boczne od 4040 do 4075 malowane na statecznikach pionowych. (numery fabryczne JC-1 do JC-36, FY USAF 03-0040 do 03-0075), a F-16D noszą numery od 4076 do 4087 (numery fabryczne JD-1 do JD-12, FY USAF 03-0076 do 03-0087). Samoloty pomalowano w dwukolorowy kamuflaż, składający się z szarych (FS36270) plam na jasnoszarym (FS36375) powierzchniach górnych, dolne powierzchnie są jednolicie jasnoszare (FS36375). Szachownice w kolorze biało-czerwonym malowane są na stateczniku pionowym oraz na dolnych powierzchniach obu skrzydeł. Polskie F-16 wyposażone są w radary AN/APG-68(V)9.
Polskie F-16 Jastrząb mają resurs 8000 godzin, co umożliwia ich czterdziestoletnią eksploatację ze średnim rocznym nalotem na maszynę w wysokości 200 godzin. Samoloty szkolne dysponują takimi samymi możliwościami, jak maszyny bojowe, z wyjątkiem nieznacznie zmniejszonego taktycznego promienia działania (mniejszy zapas paliwa wewnętrznego). Pierwsze cztery polskie F-16 Jastrząb zostały przekazane Polsce 11 listopada 2006 r. w czasie uroczystości z udziałem Prezydenta RP Lecha Kaczyńskiego. Ostatnie trzy dostarczono 12 grudnia 2008 r.

## Uzbrojenie polskich F-16
Podstawowym zadaniem polskich F-16 Jastrząb jest obrona powietrzna. Do tego rodzaju zadania zostały one wyposażone we wszelkie dostępne środki bojowe i wyposażenie. Zakupiono dwa najnowsze typy kierowanych pocisków rakietowych do zwalczania celów powietrznych – 178 średniego zasięgu Raytheon AIM-120C-5 AMRAAM oraz 178 małego zasięgu Rayetheon AIM-9X Sidewinder. Dodatkowo polskie F-16 Jastrząb zostały wyposażone w najnowszą dostępnie stacje radiolokacyjną Northrop Grumman (Westinghouse) AN/APG-68(V)9 oraz system wymiany informacji taktycznej IDM (Iproved Data Modem), pracujący w standardzie Link 16, umożliwiający tworzenie wspólnego zobrazowania sytuacji taktyczno-bojowej w grupie samolotów, a w przyszłości wymianę danych także z innymi, naziemnymi i powietrznymi źródłami informacji taktycznej.
Polska zakupiła 360 kierowanych termowizyjnie pocisków rakietowych do zwalczania celów naziemnych i nawodnych AGM-65G Maverick, 340 lotniczych bomb ogólnego przeznaczania Mk 82 (wagomiaru 227kg), 230 bomb Mk 84 (wagomiaru 909 kg) oraz 270 zestawów adaptacyjnych do przekształcenia ich w kierowane bomby lotnicze GBU-12 i GBU-24 Paveway III (w zależności od typu ładunku bojowego, Mk 82 lub Mk 84) 270 zestawów adaptacyjnych do przekształcania ich w bomby kierowane z wykorzystaniem systemu satelitarnego GBU-32 i GBU-38 JDAM (także w zależności od typu ładunku bojowego) oraz 280 zasobników szybujących do ataku na umocnione obiekty w odległości przekraczającej 100km, AGM-154C JSOW. Zakupione zostały znaczne zapasy amunicji do działka M61A Vulcan kalibru 20 mm.
Na wyposażeniu F-16 znalazły się również 22 optoelektroniczne zasobniki obserwacyjno celownicze Lockheed Martin Sniper-XR oraz 7 zasobników rozpoznawczych Goodrich DB-110 z dwoma naziemnymi zestawami odbioru i analizy zdobytych danych w czasie rzeczywistym, jednym stacjonarnym (rozmieszczonym w Łasku) oraz jednym mobilnym, a także celowniki nahełmowe J-HMCS i gogle nocnego widzenia NVG, a także zapasowe silniki i odpowiedni zestaw części zamiennych.
W 2013 w ramach polskiej polityki odstraszania „Polskie kły” rozpoczęto starania o zakup i wyposażenie F-16 w pociski manewrujące AGM-158 JASSM. Umowa na ich dostawę została ostatecznie podpisana 11 grudnia 2014. W ramach kontraktu Polska nabyła 40 pocisków AGM-158A JASSM, dwa szkolne pociski AGM-158A oraz dwa pociski do przeprowadzenia prób certyfikacyjnych. Producent - koncern Lockheed Martin - dostarczy również: zasobniki transportowe Sniper XR w najnowszej wersji, części zamienne, wyposażenie, dokumentację techniczną i niezbędne oprogramowanie, które posłuży do integracji pocisków z polskimi F-16. Ponadto, planowany program modernizacyjny samolotów F-16 będzie obejmował m.in.: komputery misji, systemy walki elektronicznej, nowy systemy identyfikacji swój-obcy (IFF w standardzie Mode 5), nowe moduły nawigacji satelitarnej GPS, nowe protokoły wymiany danych Link 16. Wdrożenie zasobników Sniper XR umożliwi na perspektywiczne wykorzystanie uzbrojenia w postaci bomb kierowanych EGBU-12 i SDB oraz pocisków powietrzne-powietrze AIM-120D i AIM-9X. Planowane prace modernizacyjne samolotów mają być realizowane od drugiej połowy 2016, w tempie dwóch maszyn miesięcznie.
Szacowany koszt zakupu pocisków (i programu modernizacji samolotów) to ok. 250 mln dolarów.
Pod koniec stycznia 2015 roku Inspektorat Uzbrojenia rozpoczął starania o zakup sprzętu bojowego dla samolotów F-16, które mają trafić do 32. Bazy Lotnictw taktycznego w Łasku. W planach jest zakup bomb lotniczych: GBU-38B/B; GBU-120D/B; MK-84; MK-82, naboi sygnałowych CXU-3A/B, pocisków treningowych CATM-120C (wersji ćwiczebnych AIM-120).
28 maja 2024 r. Polska podpisała kontrakt z USA na zakup 821 lotniczych pocisków manewrujących dalekiego zasięgu AGM-158B JASSM-ER o zasięgu ok. 1000 km. Umowa, warta 735 mln dolarów, będzie realizowana w latach 2026–2030. Zgoda na sprzedaż została wydana w marcu 2024 r. przez Departament Stanu USA i Kongres.

## Podporządkowanie i miejsce stacjonowania
Wielozadaniowe samoloty myśliwskie F-16 Jastrząb trafiły do dwóch baz podporządkowanych początkowo 2. Brygadzie Lotnictwa Taktycznego z Poznania. Brygada powstała 1 stycznia 1998 r., a w jej składzie występował początkowo tylko 7. pułk lotnictwa bombowo-rozpoznawczego z Powidza wyposażony w samolotu Su-22. 3 października 2000 r. w 3. Korpusie Obrony Powietrznej rozformowano 3. i 10. pułk lotnictwa bombowo-rozpoznawczego podporządkowując dowództwu 2. Brygady Lotnictwa Taktycznego powstałe na ich miejsce (1 stycznia 2001 r.) 3. i 10. eskadrę lotnictwa taktycznego, wyposażone w samoloty MiG-21. W podporządkowaniu dowództwa 3. Korpusu Obrony Powietrznej pozostały natomiast jednocześnie sformowane: 31. Baza Lotnicza (Poznań-Krzesiny) i 32. Baza Lotnicza (Łask), będące jednostkami zabezpieczenia logistycznego.
W lipcu 2005 r. Dowództwo 3. Korpusu Obrony Powietrznej z Wrocławia przekazało podporządkowanie 2. Brygady Lotnictwa Taktycznego trzy bazy lotnicze: 31. Baza Lotnicza w Poznaniu-Krzesinach, 32. Baza Lotnicza w Łasku i 33. Baza Lotnicza w Powidzu. W kwietniu 2007 r. w związku z rozpoczęciem formowania 3. Brygady Lotnictwa Transportowego, w jej skład włączono 33. Bazę Lotniczą, w tym samym roku rozformowano też Dowództwo 3. Korpusu Ochrony Powietrznej. Stacjonująca w Powidzu, 7. eskadra lotnictwa taktycznego z samolotami Su-22 została przebazowana do Świdwina i przekazana w podporządkowanie dowództwa 1. Brygady Lotnictwa Taktycznego, w ten sposób w ówczesnej 2. Brygadzie Lotnictwa Taktycznego pozostały wyłącznie jednostki przezbrajane w wielozadaniowe samoloty myśliwskie F-16 Jastrząb. W maju 2007 r. w związku z rozformowaniem 3. Korpusu Obrony Powietrznej, 2. Brygada Lotnictwa Taktycznego została bezpośrednio podporządkowana Dowództwu Sił Powietrznych.
Obecnie jednostki polskich wielozadaniowych samolotów myśliwskich F-16 Jastrząb kontroluje 2. Skrzydło lotnictwa Taktycznego z Poznania. Samoloty tego typu stacjonują w dwóch bazach, na Krzesinach w Poznaniu i w Łasku pod Łodzią. W składzie Grupy Działań Lotniczych 31. Baza Lotnictwa Taktycznego na Krzesinach jest 3. i 6. eskadra lotnicza, w składzie zaś Grupy Działań Lotniczych 32. Baza Lotnictwa Taktycznego w Łasku jest 10. eskadra lotnicza. W związku z tym w 31. Bazie Lotniczej są 23 F-16C i 9 F-16D, w 32. Bazie Lotniczej jest zaś 13 F-16C i 3 F-16D. Samoloty formalnie są na wyposażeniu baz, ale faktycznie dla 6. eskadry lotniczej przeznaczono do eksploatacji 12 F-16C i 4 F-16D, dla 3. eskadry lotniczej zaś 11 F-16C i 5 F-16D, ze względu na wykonywanie przez nią zadań związanych ze szkoleniem pilotów F-16 Jastrząb w ramach kursu podstawowego „B-Course”. Dlatego też stan bazy w Łasku też jest nietypowy (13 F-16C i 3 F-16D), jeden samolot dwumiejscowy bowiem oddano do dyspozycji 3. eskadry lotniczej.
Głównym zadaniem wszystkich trzech eskadr jest zwalczanie celów powietrznych w ramach systemu obrony powietrznej i w ramach walki o powietrzną przewagę. Dodatkowo, każda z eskadr lotniczych ma dodatkowa specjalizację: 3. eskadra lotnicza – przeszkolenie na samolot F-16, 6. eskadra lotnicza – zwalczanie celów naziemnych i 10. eskadra lotnicza – prowadzenie rozpoznania powietrznego. Wszystkie dysponują identycznymi samolotami o pełnych możliwościach bojowych i opisane specjalizacje dotyczą wyszkolenia personelu latającego. Jeśli zajdzie taka potrzeba, to każda z eskadr może wykonywać dowolne zadania.
31. Baza Lotnictwa Taktycznego w Krzesinach powstała 1 stycznia 2001 r., w miejsce rozformowanego 3. pułku lotnictwa myśliwskiego, stacjonującego na lotnisku Poznań-Krzesiny. Ówczesna 31. Baza Lotnicza przejęła funkcję zabezpieczenia sformowanej na Krzesinach 3. eskadry lotnictwa taktycznego, wyposażonej w jednomiejscowe samoloty myśliwskie MiG-21MF, MiG-21R (kilka samolotów rozpoznawczych wykorzystywanych doraźnie jako myśliwce) i MiG-21UM (dwumiejscowe samoloty szkolno-bojowe). 31 grudnia 2003 r. zakończono w 31. Bazie Lotniczej eksploatacje MiG-21. Czasowo 3. eskadra lotnicza eksploatowała samoloty szkolno-treningowe PZL TS-11 Iskra do przylotu pierwszych polskich F-16 Jastrząb, w listopadzie 2006 r.
1 stycznia 2000 r., na bazie rozformowanego 7. pułku bombowo-rozpoznawczego powstały 6. i 7. eskadra lotnictwa taktycznego, obie wyposażone w jednomiejscowe samoloty myśliwsko-bombowe Su-22M4 i dwumiejscowe samoloty szkolno-bojowe Su-22UM3K. Obie eskadry bazowały w 21. Bazie Lotniczej w Powidzu (rok później przenumerowana w 33. Bazę Lotniczą). Na takich samolotach 6. eskadra lotnictwa taktycznego wykonywała loty do końca grudnia 2006 r. Z dniem 1 stycznia 2007 r. personel jednostki został przeniesiony do bazy lotniczej Poznań-Krzesiny, gdzie stopniowo przyjmowano nowy sprzęt i podjęto szkolenie na wielozadaniowe samoloty myśliwskie F-16 Jastrząb. Pierwsze z nich trafiły do wyposażenia 6. eskadry lotnictwa taktycznego w maju 2007 r. Piloci eskadry podjęli intensywne szkolenie, prowadzone przez instruktorów z 3. eskadry lotnictwa taktycznego, jednocześnie przeszkolenie przechodził personel techniczny. Dostawy 32 samolotów dla obu krzesińskich eskadr trwały do grudnia 2007 r.
1 kwietnia 2008 r. 31. Baza Lotnicza została przeformowana w 31. Bazę Lotnictwa Taktycznego i jako pierwsza przeszła na nową, docelową dla całych Sił Powietrznych strukturę organizacyjną. Składa się ona z Grupy Działań Lotniczych, Grupy Wsparcia i Grupy Obsługi oraz Wojskowego Portu Lotniczego, a każda z grup jest zorganizowana w eskadry. W Grupie Działań Lotniczych jest eskadra wsparcia działań lotniczych której zadaniem jest planowanie lotów i prowadzenie dokumentacji oraz wspomaganie pilotów w zakresie indywidualnego wyposażenia wysokościowo-ratowniczego, a także 3. i 6. eskadra lotnicza, grupujące wszystkich pilotów. Grupa Wsparcia to niejako połączone dawne bataliony zaopatrzenia i łączności, Grupa Obsługi to zaś wszystkie pododdziały obsługi technicznej i sprzętu latającego i naziemnego w tym dwie eskadry obsługi, w których znajdują się wszystkie F-16 Jastrząb.
31. Baza Lotnictwa taktycznego powstała 1 stycznia 2001 r. poprzez przeformowanie 10. pułku lotnictwa myśliwskiego w Łasku w 32. Bazę Lotniczą i niezależną od niej 10. eskadrę lotnictwa taktycznego. W okresie od maja 2001 r. do lipca 2002 r. 32. Baza Lotnicza zabezpieczała działania dwóch eskadr lotnictwa taktycznego, obok bowiem macierzystej 10. eskadry lotnictwa taktycznego w bazie stacjonowała też 3. eskadra lotnictwa taktycznego z Krzesin, w czasie, gdy trwał remont poznańskiego lotniska. Później ponownie pozostała tylko 10. eskadra lotnictwa taktycznego wyposażona w MiG-21MF i MiG-21UM. W styczniu 2003 r. w bazie zakończono eksploatację takich samolotów, a 10. eskadra lotnictwa taktycznego została czasowo wyposażona w TS-11 Iskra. Dostawy F-16 Jastrząb przeznaczonych dla 32. Bazy Lotnictwa Taktycznego w Łasku rozpoczęły się w lutym i trwały do grudnia 2008 r. Wielozadaniowe samoloty myśliwskie F-16 Jastrząb przyleciały do 32. Bazy Lotniczej w Łasku 3 października 2008 r. Tego dnia 10. eskadra lotnictwa taktycznego która dotąd szkoliła się w Poznaniu, została przebazowana na macierzyste lotnisko. Było to możliwe dzięki ukończeniu większości infrastruktury bazy, co pozwoliło na normalną eksploatację F-16 Jastrząb.
32. Baza Lotnicza i 10. eskadra lotnictwa taktycznego zostały przeformowane w 32. Bazę Lotnictwa Taktycznego 1 stycznia 2010 r. Od tej pory jednostka ma niemal identyczną strukturę, jak bliźniacza baza z Krzesin, główną różnicą jest jedna tylko, 10. eskadra lotnicza w Grupie Działań Lotniczych. W Łasku znajduje się też stacjonarny ośrodek analizy danych rozpoznawczych, a załogi eskadry specjalizują się w wykorzystaniu zasobnika DB-110.
Czterdzieści osiem wielozadaniowych myśliwskich F-16 Jastrząb w pełni wdrożonych do służby w Siłach Powietrznych, z wyszkolonymi załogami lotniczymi i personelem technicznym, który opanował już ich obsługę, stanowi poważną siłę obronną i uderzeniową lotnictwa wojskowego. Wszystkie trzy eskadry lotnicze są w pełni kompatybilne z siłami NATO-wskich sojuszników, a obie bazy przygotowane do bezproblemowego przyjęcia sojuszniczych sił wzmocnienia. Obecnie najpilniejszym problemem jest przyjęcia i rozmieszczenie pozostałej części zamówionego uzbrojenia lotniczego oraz zapewnienie bezpośredniej obrony przeciwlotniczej baz 2. Skrzydła Lotnictwa Taktycznego. W dalszej perspektywie rozwiązania będzie wymagała kwestia remontów samolotów F-16 Jastrząb w Polsce, remontów płatowców i silników oraz ich wyposażenia, a także – w dalszej przyszłości – modernizacja posiadanych maszyn.

## Udział w ćwiczeniach i misjach międzynarodowych

### Udział w ćwiczeniach
W czerwcu 2012 r. osiem polskich F-16 (6 wersji C i 2 D) po raz pierwszy w historii Sił Powietrznych uczestniczyło w międzynarodowych ćwiczeniach Red Flag na Alasce.

### Udział w misjach bojowych
- Baltic Air Policing na terenie państw Bałtyckich od 2017[9];
- Icelandic Air Policing na terenie Islandii w 2021[10];
- misja wojskowego nadzoru przestrzeni powietrznej Republiki Słowackiej w ramach Zintegrowanego Systemu Obrony Powietrznej i Przeciwrakietowej Organizacji Traktatu Północnoatlantyckiego (NATINAMDS) w 2024[11];
- operacjia Inherent Resolve w latach 2016-2018[12].

## Modernizacja polskich F-16
13 sierpnia 2025 roku w Wojskowych Zakładach Lotniczych Nr 2 w Bydgoszczy podpisane zostało porozumienie międzyrządowe pomiędzy Polską a Stanami Zjednoczonymi. W uroczystości uczestniczyli m.in. wicepremier i minister obrony narodowej Władysław Kosiniak-Kamysz oraz wiceminister Paweł Bejda.
Było to możliwe dzięki zgodzie na realizację tego programu przez Departament Stanu USA w październiku 2024 roku. Początkowo maksymalną wartość modernizacji określono na 7,3 mld USD, jednak podpisana umowa opiewa na kwotę ok. 3,8 mld USD.
Prace modernizacyjne obejmują m.in.:
- wymianę i modernizację systemów radarowych, łączności oraz identyfikacji swój–obcy,
- poprawę zdolności rozpoznawczych i integracji z innymi platformami bojowymi (F-35, czołgami M1A2 Abrams, śmigłowcami AH-64E Apache),
- modernizację infrastruktury naziemnej, symulatorów i trenażerów.

Modernizacja ma być realizowana w Polsce, w zakładach WZL nr 2 należących do Polskiej Grupy Zbrojeniowej. Pierwsze prace rozpoczną się w 2028 roku, a zakończenie programu przewidziano na 2038 rok.